# Ерпилов, Пётр Иванович
Пётр Ива́нович Ерпи́лов (3 сентября 1926, с. Пены, Воронежская губерния, РСФСР, СССР — 25 апреля 2005, Москва, Россия) — советский партийный и государственный деятель. Член КПСС с 1953 года, член ЦРК КПСС (1986—1990). Депутат Совета Национальностей Верховного Совета СССР 9-11 созывов (1974—1989) от Казахской ССР.

## Биография
В 1943–1945 годах — в Красной Армии, участник Великой Отечественной войны.
С 1950 года — на инженерно-технической работе.
С 1960 года — на партийной работе.
С 1964 года — первый секретарь Степногорского горкома партии
С 1966 года — первый секретарь Целиноградского горкома партии
С 1971 года — секретарь Целиноградского обкома партии
С 1974 года — первый секретарь Алма-Атинского горкома партии
С 1979 года — второй секретарь Кокчетавского, в 1982–1988 годах — первый секретарь Павлодарского обкомов КП Казахстана.
С 1988 года — на пенсии.
Умер в 2005 году в Москве. Похоронен на Троекуровском кладбище.